# Perdita eysenhardtiae
Perdita eysenhardtiae är en biart som beskrevs av Timberlake 1964. Perdita eysenhardtiae ingår i släktet Perdita och familjen grävbin. Inga underarter finns listade i Catalogue of Life.